# 키시너우
키시너우(루마니아어: Chișinău [kiʃiˈnəw][*], 문화어: 끼쉬뇨브)는 몰도바의 수도로 인구는 92만(2002년 집계)이다. 러시아어 이름인 키시뇨프(러시아어: Кишинёв [kʲɪʂɨˈnʲɵf][*], 키시네프로도 표기)로 잘 알려져 있다. 드니스테르강의 지류인 브크강가에 자리잡고 있으며 산업과 서비스업의 중심지이다. 기계제조(트랙터·금속절단기·원예용구), 식료품(포도주), 담배 등의 공업이 있고, 학술·문화의 중심지이다.

## 역사
키시너우는 1436년 수도원을 중심으로 건설되어 16세기에는 오스만 제국에 정복되었다. 1812년 러시아의 손에 들어가 베사라비아 지역의 중심지가 되었다.
한때 키시너우 인구의 43%였던 유대인들은 1903년 4월 6-7일, 1905년 10월 19-20일 두 차례에 걸친 유대인 학살(키시뇨프 포그롬)을 계기로 서유럽과 미국 등지로 이주하였다.
1918년에서 1940년 사이에는 루마니아가 키시너우를 지배했다. 그 후 소련의 영토가 되었으며 1991년 소련의 붕괴로 독립한 몰도바의 수도가 되었다.

## 인구
주민은 대부분이 몰도바인, 러시아인, 우크라이나인이다. 유대인과 불가리아인, 독일인도 거주한다.
| 연도                 | 인구    | ±%      |
| -------------------- | ------- | ------- |
| 1812                 | 7,000   | —       |
| 1818                 | 10,966  | +56.7%  |
| 1835                 | 34,079  | +210.8% |
| 1847                 | 43,965  | +29.0%  |
| 1851                 | 58,849  | +33.9%  |
| 1865                 | 94,047  | +59.8%  |
| 1897(c)              | 108,483 | +15.3%  |
| 1912                 | 121,000 | +11.5%  |
| 1930(c)              | 114,896 | −5.0%   |
| 1950                 | 134,000 | +16.6%  |
| 1963                 | 253,500 | +89.2%  |
| 1980                 | 519,200 | +104.8% |
| 1991                 | 676,700 | +30.3%  |
| 2004(c)              | 589,446 | −12.9%  |
| 2014(c)              | 532,513 | −9.7%   |
| 2017(e)              | 685,900 | +28.8%  |
| 2019(e)              | 639,000 | −6.8%   |
| c-census; e-estimate |         |         |

## 언어
사용언어는 몰도바어와 우크라이나어, 러시아어이다.

## 교육
키시너우에는 36개의 대학과 몰도바의 과학 아카데미가 소재해 있다.

## 문화

### 스포츠
축구 클럽 짐브루 키시너우도 여기서 유래되었다.

## 기후
| 키시너우의 기후                                                  | 키시너우의 기후 | 키시너우의 기후 | 키시너우의 기후 | 키시너우의 기후 | 키시너우의 기후 | 키시너우의 기후 | 키시너우의 기후 | 키시너우의 기후 | 키시너우의 기후 | 키시너우의 기후 | 키시너우의 기후 | 키시너우의 기후 | 키시너우의 기후 |
| 월                                                               | 1월             | 2월             | 3월             | 4월             | 5월             | 6월             | 7월             | 8월             | 9월             | 10월            | 11월            | 12월            | 연간            |
| ---------------------------------------------------------------- | --------------- | --------------- | --------------- | --------------- | --------------- | --------------- | --------------- | --------------- | --------------- | --------------- | --------------- | --------------- | --------------- |
| 역대 최고 기온 °C (°F)                                           | 16.6 (61.9)     | 20.7 (69.3)     | 25.7 (78.3)     | 31.6 (88.9)     | 35.9 (96.6)     | 37.5 (99.5)     | 39.4 (102.9)    | 39.2 (102.6)    | 37.3 (99.1)     | 32.6 (90.7)     | 23.8 (74.8)     | 18.3 (64.9)     | 39.4 (102.9)    |
| 일평균 최고 기온 °C (°F)                                         | 1.1 (34.0)      | 3.4 (38.1)      | 9.2 (48.6)      | 16.4 (61.5)     | 22.3 (72.1)     | 26.1 (79.0)     | 28.4 (83.1)     | 28.3 (82.9)     | 22.3 (72.1)     | 15.5 (59.9)     | 8.1 (46.6)      | 2.7 (36.9)      | 15.3 (59.5)     |
| 일일 평균 기온 °C (°F)                                           | −1.8 (28.8)     | −0.2 (31.6)     | 4.5 (40.1)      | 11.0 (51.8)     | 16.8 (62.2)     | 20.7 (69.3)     | 22.9 (73.2)     | 22.6 (72.7)     | 17.0 (62.6)     | 10.8 (51.4)     | 4.8 (40.6)      | −0.2 (31.6)     | 10.7 (51.3)     |
| 일평균 최저 기온 °C (°F)                                         | −4.2 (24.4)     | −3.0 (26.6)     | 0.7 (33.3)      | 6.3 (43.3)      | 11.8 (53.2)     | 15.9 (60.6)     | 17.9 (64.2)     | 17.5 (63.5)     | 12.5 (54.5)     | 7.1 (44.8)      | 2.1 (35.8)      | −2.5 (27.5)     | 6.8 (44.2)      |
| 역대 최저 기온 °C (°F)                                           | −28.4 (−19.1)   | −28.9 (−20.0)   | −21.1 (−6.0)    | −6.6 (20.1)     | −1.1 (30.0)     | 3.6 (38.5)      | 7.8 (46.0)      | 5.5 (41.9)      | −2.4 (27.7)     | −10.8 (12.6)    | −21.6 (−6.9)    | −22.4 (−8.3)    | −28.9 (−20.0)   |
| 평균 강수량 mm (인치)                                            | 36 (1.4)        | 31 (1.2)        | 35 (1.4)        | 39 (1.5)        | 54 (2.1)        | 65 (2.6)        | 67 (2.6)        | 49 (1.9)        | 48 (1.9)        | 47 (1.9)        | 43 (1.7)        | 41 (1.6)        | 555 (21.8)      |
| 평균 강우일수                                                    | 8               | 7               | 11              | 13              | 14              | 14              | 12              | 10              | 10              | 11              | 12              | 10              | 132             |
| 평균 강설일수                                                    | 13              | 13              | 8               | 0               | 0               | 0               | 0               | 0               | 0               | 0               | 6               | 11              | 51              |
| 평균 상대 습도 (%)                                               | 82              | 78              | 71              | 63              | 60              | 63              | 62              | 60              | 66              | 73              | 81              | 83              | 70              |
| 평균 월간 일조시간                                               | 70              | 96              | 155             | 210             | 283             | 301             | 326             | 308             | 220             | 162             | 81              | 65              | 2,277           |
| 출처 1: Pogoda.ru.net (평년값: 1991년~2020년, 극값: 1886년~현재) |                 |                 |                 |                 |                 |                 |                 |                 |                 |                 |                 |                 |                 |
| 출처 2: 미국 해양대기청 (일조시간)                               |                 |                 |                 |                 |                 |                 |                 |                 |                 |                 |                 |                 |                 |

## 자매 도시
- 튀르키예 앙카라 (2001년부터)[10]
- 튀르키예 아크히사르 (Akhisar)
- 루마니아 부쿠레슈티
- 폴란드 그단스크
- 미국 그린즈버러
- 프랑스 그르노블
- 루마니아 이아시 (Iași)
- 우크라이나 키이우
- 폴란드 크라쿠프
- 독일 만하임
- 우크라이나 오데사
- 그리스 파트라스
- 이탈리아 레조넬에밀리아
- 미국 새크라멘토[11]
- 이스라엘 텔아비브(2000년부터)[12]
- 아르메니아 예레반
- 리투아니아 빌뉴스